# محمد زیدان
محمد عبدالله زیدان (به عربی: محمد عبد الله زیدان) (زاده ۱۹۸۱ - پورت سعید ) ملقب به زیو بازیکن فوتبال اهل مصر بود . او در باشگاه فوتبال بروسیا دورتموند و تیم ملی فوتبال مصر بازی می‌کرد .
او در سال ۲۰۱۵ از فوتبال حرفه ای خداحافظی کرد .

## افتخارات
- آقای گل لیگ دانمارک دو سال پی در پی
- قهرمانی بوندس لیگا

## زندگی شخصی
زیدان  با  می عزالدین بازیگر ارتباط داشت، اما خیلی زود از هم جدا شدند و نامزدی آنها دوام نیاورد، هرچند می او را تنها عشق زندگی‌اش می‌دانست. اما همچنان دوستی بسیار خوبی بین آنها وجود دارد. اختلافاتی که در آخرین دوران نامزدی بین آنها زیاد شد، باعث شد که تصمیم بگیرند رابطهٔ خود را ادامه ندهند و دوستی را برای خود بهتر دانستند.  زیدان در مصاحبه‌ای افزود که در آن تأیید کرد که با وجود جدایی، با می عزالدین دوستی قوی دارد.